# Rueyres-les-Prés
Pour les articles homonymes, voir Rueyres.
Rueyres-les-Prés est une localité et une ancienne commune suisse du canton de Fribourg, située dans le district de la Broye.

## Histoire
Construit sur des ruines romaines, le village de Rueyres-les-Prés est, au Moyen Âge, propriété successive de plusieurs familles locales avant d'être acheté par Fribourg en 1772. Par la suite, il est rattaché au bailliage d'Estavayer de 1536 à 1798, puis au district d'Estavayer jusqu'en 1848.
La commune de Rueyres-les-Prés fusionne, le 1er janvier 2017, avec celles d'Estavayer-le-Lac, Morens, Murist, Bussy, Vuissens et Vernay pour former la nouvelle commune d'Estavayer.

## Géographie
Selon l'Office fédéral de la statistique, Rueyres-les-Prés mesure 3,17 km2. 14,6 % de cette superficie correspond à des surfaces d'habitat ou d'infrastructure, 82,3 % à des surfaces agricoles, 2,2 % à des surfaces boisées et 0,9 % à des surfaces improductives.

## Démographie
Selon l'Office fédéral de la statistique, Rueyres-les-Prés compte 432 habitants en 2022. Sa densité de population atteint 136 hab./km2.
Le graphique suivant résume l'évolution de la population de Rueyres-les-Prés entre 1850 et 2008 :